# Ménil-aux-Bois
Ménil-aux-Bois – miejscowość i gmina we Francji, w regionie Grand Est, w departamencie Moza.
Według danych na rok 1990 gminę zamieszkiwało 39 osób, a gęstość zaludnienia wynosiła 6 osób/km² (wśród 2335 gmin Lotaryngii Ménil-aux-Bois plasuje się na 1006. miejscu pod względem liczby ludności, natomiast pod względem powierzchni na miejscu 877.).